# Éclans-Nenon
Éclans-Nenon is een gemeente in het Franse departement Jura (regio Bourgogne-Franche-Comté) en telt 388 inwoners (2005). De plaats maakt deel uit van het arrondissement Dole.

## Geografie
De oppervlakte van Éclans-Nenon bedraagt 25,3 km², de bevolkingsdichtheid is 15,3 inwoners per km².

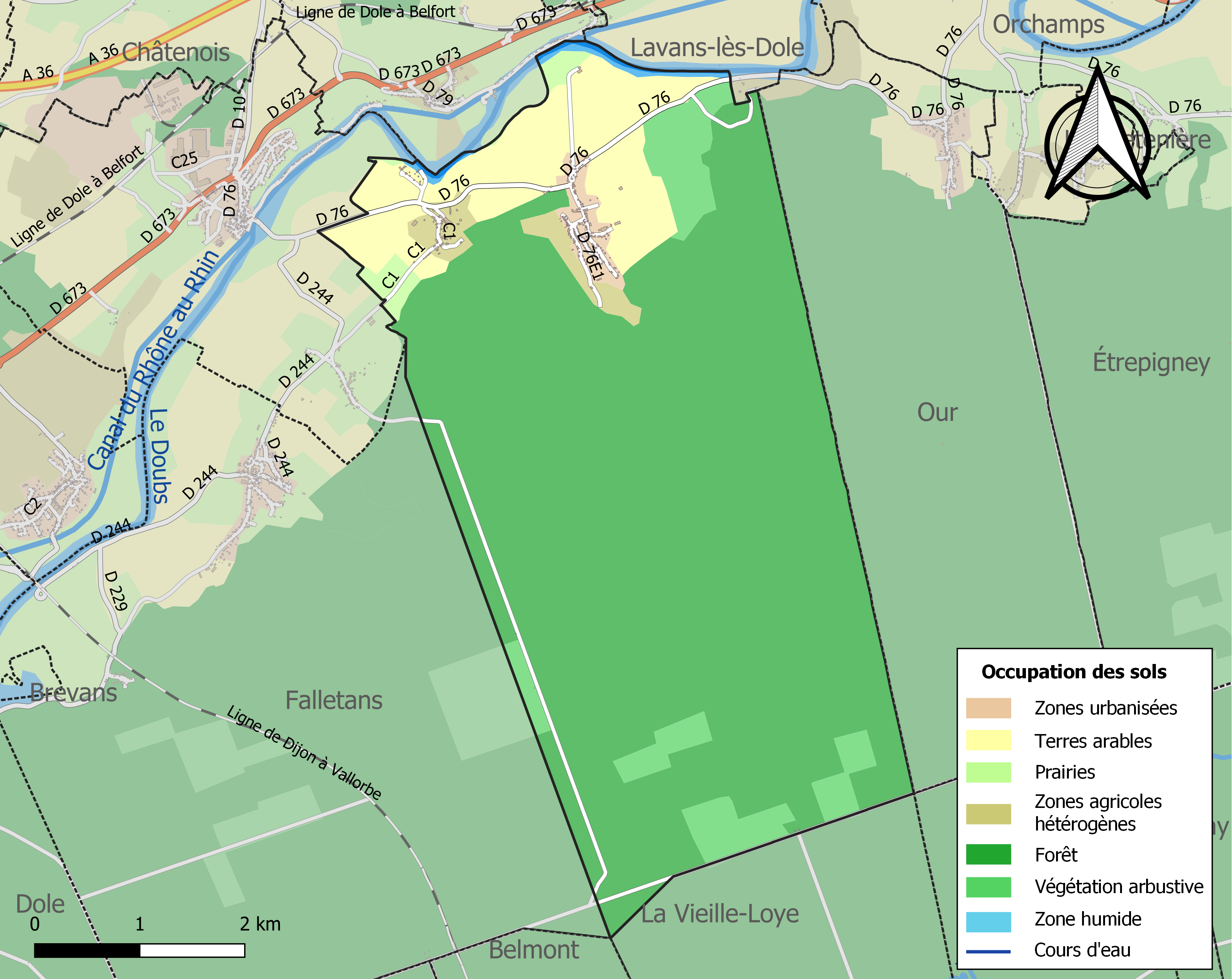
Kaart van de gemeente met de belangrijkste infrastructuur, bodemgebruik en omliggende gemeenten

## Demografie
Onderstaande figuur toont het verloop van het inwonertal (bron: INSEE-tellingen).

1. ↑  Populations de référence 2022.